# Emmanuel Treveno Cabajar
Emmanuel Treveno Cabajar CSsR (Handayan Getafe, Bojol, 8 de outubro de 1942) é um clérigo católico romano filipino e bispo emérito de Pagadian.

## Biografia
Emmanuel Treveno Cabajar ingressou no Noviciado dos Redentoristas na cidade de Cebu. Ele completou seus estudos filosóficos e teológicos no Seminário Santo Afonso em Cebu. Fez sua profissão simples em 2 de julho de 1961 e sua profissão solene exatamente três anos depois.
Ele foi ordenado sacerdote em 18 de dezembro de 1966 em Cluan Mhire, Galway, Irlanda. Após sua ordenação sacerdotal, frequentou cursos de teologia no Pontifício Ateneu Santo Anselmo (1967-1969), obtendo a Licenciatura em Teologia e depois a Licenciatura em Teologia Moral em Madri, Espanha (1975-1977).
Padre Cabajar então ocupou os seguintes cargos: Professor de Teologia Moral no Seminário Maior da Região de Remase, Davao (1978-1985); Superior da Comunidade Redentorista em Iligan (1984-1990); Superior da Comunidade Redentorista Itinerante em Mindanao (1990-1993); Membro Extraordinário e Consultor Vice-Provincial (1990-1997); Vigário Provincial (1996-1997); Superior da Comunidade e Diretor da Casa de Retiros Sagrada Família (1996-1997) e Membro do Conselho Geral dos Redentoristas em Roma (1997 - 2003).
O Papa João Paulo II nomeou-o Bispo de Pagadian em 14 de maio de 2004. O Arcebispo de Cebu, Cardeal Ricardo Jamin Vidal, o ordenou bispo em 14 de agosto do mesmo ano na Igreja Nossa Senhora do Perpétuo Socorro de Cebu; os principais co-consagradores foram Ireneo A. Amantillo CSsR, Bispo de Tandag, e o Arcebispo Antonio Franco, Núncio Apostólico nas Filipinas. A posse na diocese de Pagadian ocorreu em 2 de setembro.
Na Conferência Episcopal Católica das Filipinas (CBCP), Dom Cabajar atuou como presidente, vice-presidente e membro de comissões episcopais:
| Posição         | Mandato   | Organização                                       |
| --------------- | --------- | ------------------------------------------------- |
| Presidente      | 2007-2011 | Comissão Episcopal de Cultura do CBCP             |
| Membro          | 2007-2011 | Comissão Episcopal de Assuntos Ecumênicos da CBCP |
| Vice-presidente | 2011-2013 | Comissão Episcopal de Cultura do CBCP             |
| Membro          | 2011-2013 | Comissão para o Diálogo Inter-religioso           |
| Membro          | 2013-2015 | Comissão de Assuntos Ecumênicos                   |

O Papa Francisco aceitou sua aposentadoria em 22 de novembro de 2018.